# Werner Fritschi (Sozialarbeiter)
Werner Fritschi (* 21. Juni 1936 in Luzern; † 6. Februar 2019 ebenda) war ein Schweizer Sozialarbeiter, Publizist und Autor.

## Leben und Wirken
Werner Fritschi verbrachte seine Kindheit im Waisenhaus Luzern und bei Pflegeeltern im aargauischen Birmenstorf. Später engagierte er sich in der katholischen Jugend- und Sozialbewegung. Ein Treffen mit Abbé Pierre prägte ihn nachhaltig. Nach einer Lehre als Schriftsetzer besuchte Fritschi das Gymnasium.
Von 1962 bis 1970 leitete er die Abteilung Jugendfragen der Caritas Schweiz. In diesem Zusammenhang nahm er in der Schweiz eine Pionierrolle im Umgang mit der Bewegung der «Halbstarken» ein. 1971 gründete er mit einem Team den Beratungsdienst «Jugend + Gesellschaft», ein Kleinunternehmen für Jugendsozialforschung. Die Rolle als Sozialberater verstand Fritschi als ein Vermitteln zwischen den Generationen, zwischen der Subkultur der Jugend und den Behörden. Das von seinem Büro begründete Bulletin Gesellschaft erschien in rund 120 Ausgaben. Weiter publizierte Fritschi rund ein Dutzend Bücher und über 30 Grundlagenstudien zu unterschiedlichen sozial- und gesellschaftspolitischen Fragen.
1988 erlitt Fritschi einen Schlaganfall. Den Umgang mit dieser Einschränkung und den anschliessenden Rehabilitationsprozess verarbeitete er in seiner 2008 erschienenen Autobiografie. Fritschi war seit 1962 mit Pia Schwarzenbach verheiratet und Vater von drei Kindern.

## Werke (Auswahl)
- Möglichkeiten und Grenzen der Bekämpfung von Schundliteratur. Dargestellt anhand einer «Aktion gegen Schmutz und Schund». [s. l.] 1965.
- (mit Ernst Sieber) Halbchristen, Halbstarke. Solothurn/Stuttgart 1966.
- (mit Ernst Sieber): Cristianos a medias y gamberros. Madrid 1968.
- (mit Max Geiger): Schockierte Gesellschaft. Solothurn 1970.
- Fragen rund um Rüschlikon. In: Sind unsere Erziehungsanstalten noch zeitgemäss? Referate, Diskussionsbeiträge und Ergebnisse einer Studientagung im Gottlieb-Duttweiler-Institut Rüschlikon/Zürich. Bern/Frankfurt a. M. 1972, S. 120–147.
- (mit Max Gmür und Marcel Sonderegger): «Montjol». Eine Expertise zur geplanten «Jugendsiedlung Montjol in Sevelen». Luzern 1972.
- (mit Max Gmür und Marcel Sonderegger): Jugend und Kirche. Projektstudie für eine interdisziplinäre Untersuchung. Luzern 1972.
- Jugendarbeitslosigkeit in der Schweiz. Eine Zwischenbilanz. Luzern 1976.
- Sport als Sozialisationshilfe. [s. l.] 1979/1984
- (mit Hans-Rudolf Wyss) Ausformen statt einschleifen. Ein Modell für die Berufs- und Persönlichkeitsbildung. Zürich 1981.
- Yemand mit Ypsilon. Zwischen den Generationen. Zürich 1985.
- Jugend + Armee. Birmensdorf 1986.
- Mehr Boden unter den Füssen. Ein Modell ganzheitlicher Berufsbildung: ein Handbuch für LehrmeisterInnen, AusbildnerInnen, BerufsschullehrerInnen und alle, die beruflich mit jungen Menschen zu tun haben. 5 Bde. Luzern 1990.
- Die Spannkraft des Bogens. Impulse aus Gegensätzen. Solothurn/Düsseldorf 1994.
- In Perspektiven denken. Luzern 1995.
- Im Gleichgewicht der Kräfte. Impulse aus Gegensätzen. Zürich/Düsseldorf 1996.
- Voll gut drauf – Wegweiser zur Sozialkompetenz. Ein Handbuch für junge Leute und AusbilderInnen. Luzern 1997.
- Lass dir nichts einreden! Analysen und Optionen zu gesellschaftlichen Fehlentwicklungen: gelebte Ethik für die Zukunft. Luzern 2002.
- Mitten drin. Im Spannungsfeld Jugend und Gesellschaft. Eine Autobiografie. Luzern 2008, ISBN 978-3-9523406-3-9.

## Filmdokumentation
- verwahrlost. Ein Filmbericht über den Versuch junger Menschen, verwahrlosten Jugendlichen zu helfen. (1966).[1]